# バラクリヤ
バラクリヤ（ウクライナ語: Балаклія、発音 [bɐlɐˈkl⁽ʲ⁾ijɐ]）は、ウクライナ東部、ハルキウ州イジューム地区の都市である。ドネツ川の北東側にあり、市を流れるバラクリイカ川とドネツ川が合流する地点に近い。日本語ではロシア語での地名にならってバラクレヤ（Балакле́я）とも表記される。ハルキウ州における重要な乗換駅である。バラクリヤにはウクライナのフロマーダの1つ、バラクリヤ都市フロマーダの行政組織が置かれている。2021年の推定人口は26,291人であった。
2020年7月18日まで、バラクリヤはバラクリヤ地区の行政中心であった。バラクリヤ地区は2020年7月にウクライナの行政改革の一環として廃止された（ハルキウ州のラヨンの数が7に削減された）。バラクリヤ地区の領域はイジューム地区に合併された。

## 2017年の爆発
2017年3月23日、ミサイルや火砲弾薬を備蓄していたバラクリヤの軍事施設の兵器集積所で複数の大規模な爆発が起こり、バラクリヤの住民2万人が避難した。この爆発によって1人の女性市民が死亡、5人が怪我をした。軍の犠牲者はいなかった。半径10 km以内の何千人もの住民がその影響で退避した。3月の終わりまでに、バラクリヤの弾薬庫における火災と武器の爆発で250近い建物が損傷を受けた。4月18日、バラクリヤと近隣の村から不発弾が撤去された。
2018年5月3日、枯れ草が発火し、弾薬庫でまた複数の爆発を引き起こした。地元住民1,500人が避難し、犠牲者はいなかった。

## 2022年ロシアのウクライナ侵攻
2022年3月3日、2022年ロシアのウクライナ侵攻中に、ロシア軍がバラクリヤを占領した。バラクリヤ郊外の自動車整備工場には司令部がおかれ、ロシア海軍バルト艦隊沿岸部隊第11軍団の所属の司令官や上級士官が詰めた。兵士は同軍団のほかロシア支配地域から徴集された住民も加わった。同年7月19日頃からバラクリヤ周辺でウクライナ軍との交戦が活発になり、8月に入るとHIMARSによる攻撃にもさらされるようになった。
同年9月6日、ウクライナ軍がバラクリヤに対して攻勢に出て、近隣の町Verbivkaを取り返し、町を包囲したと伝えられている。

## 画像集

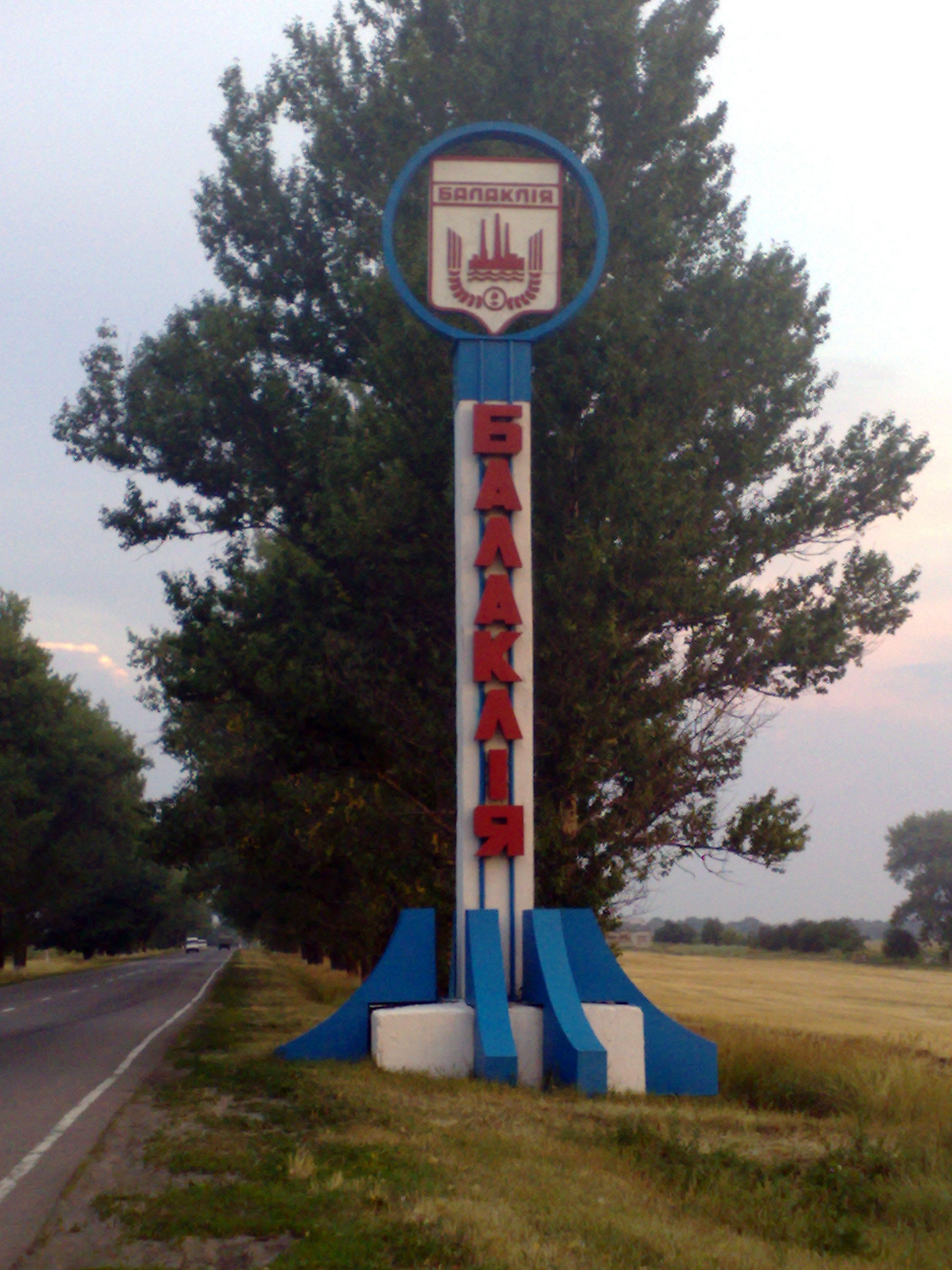
バラクリヤの標識
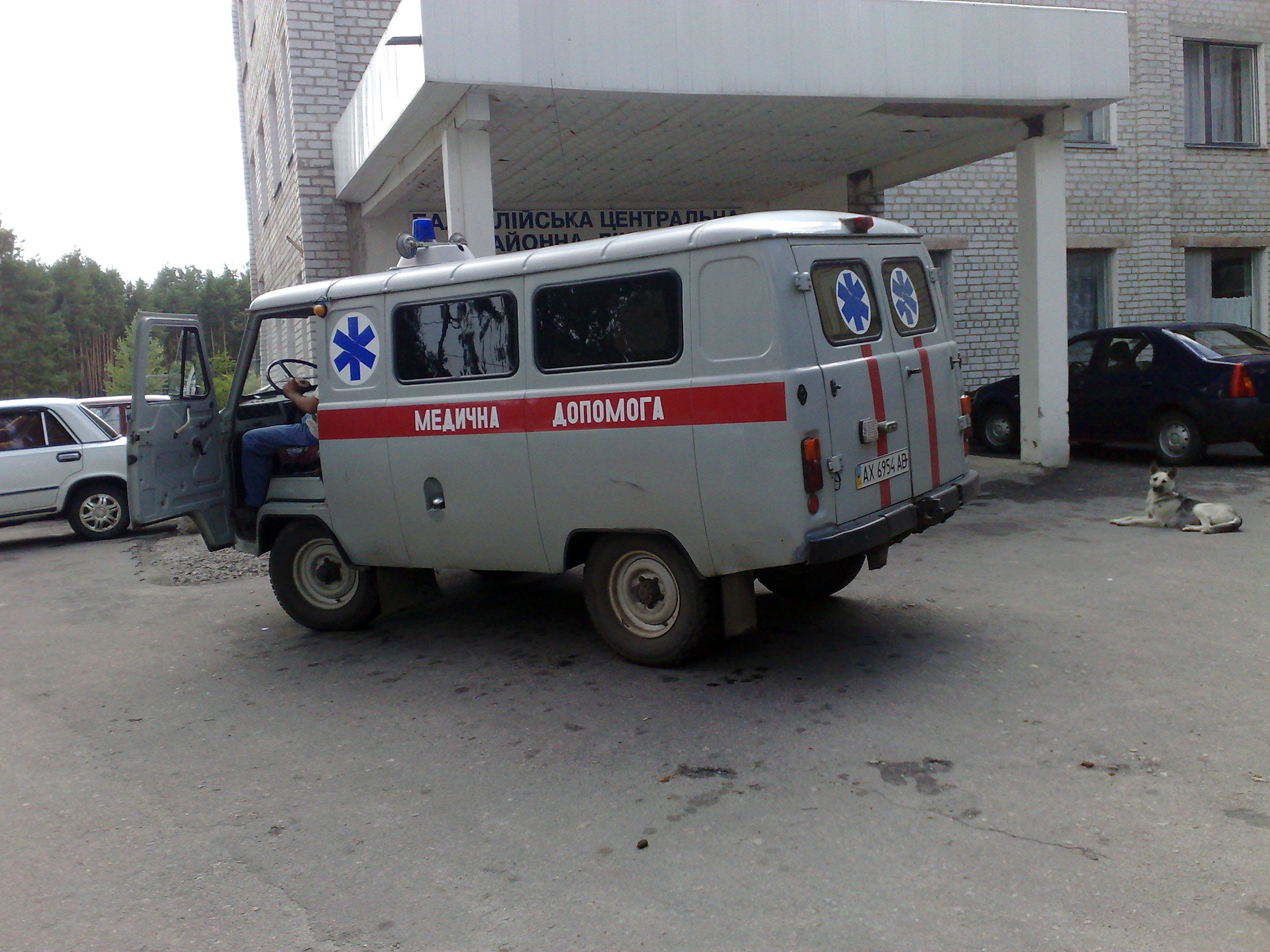
地元の病院前の救急車
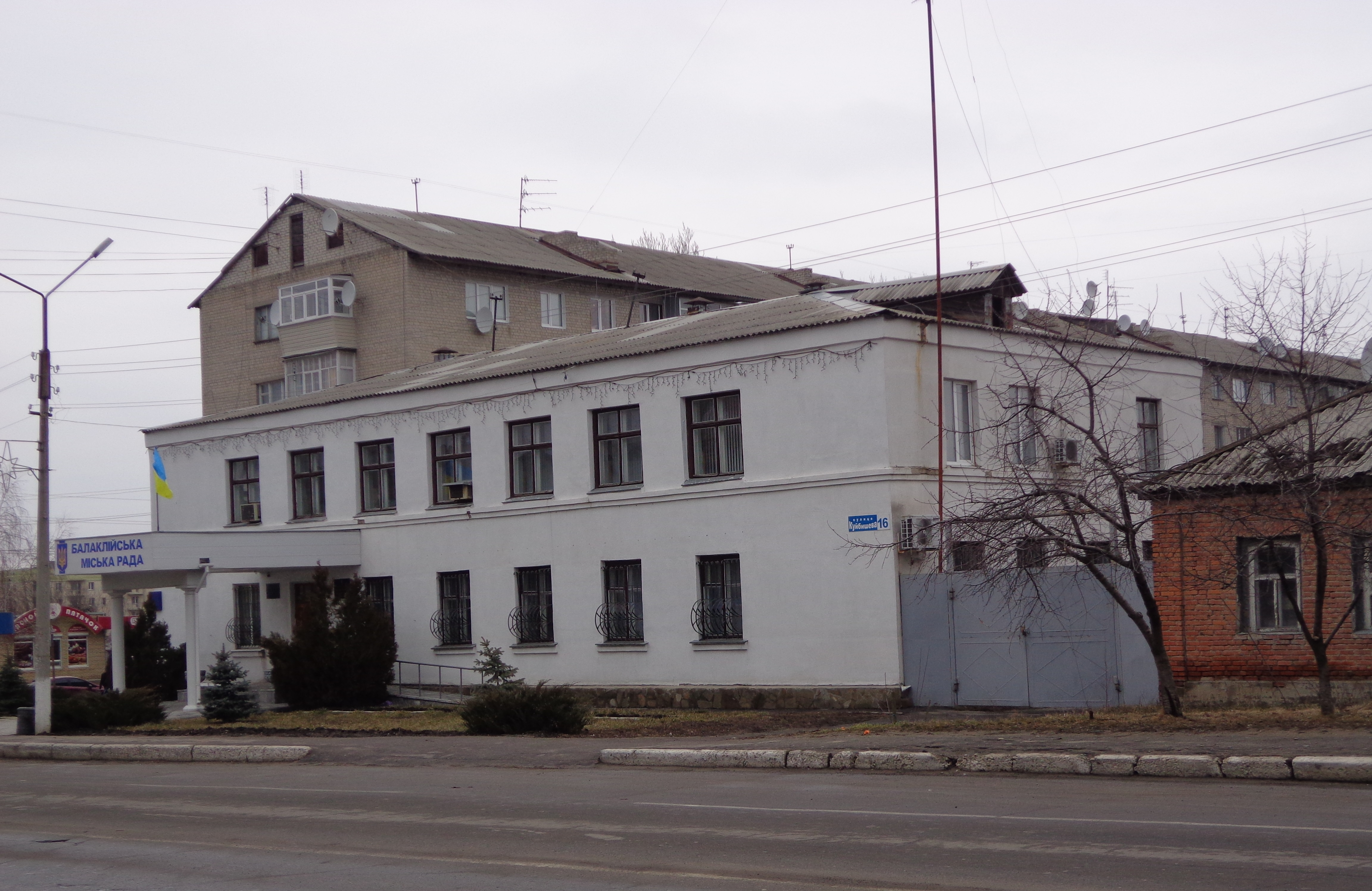
役所
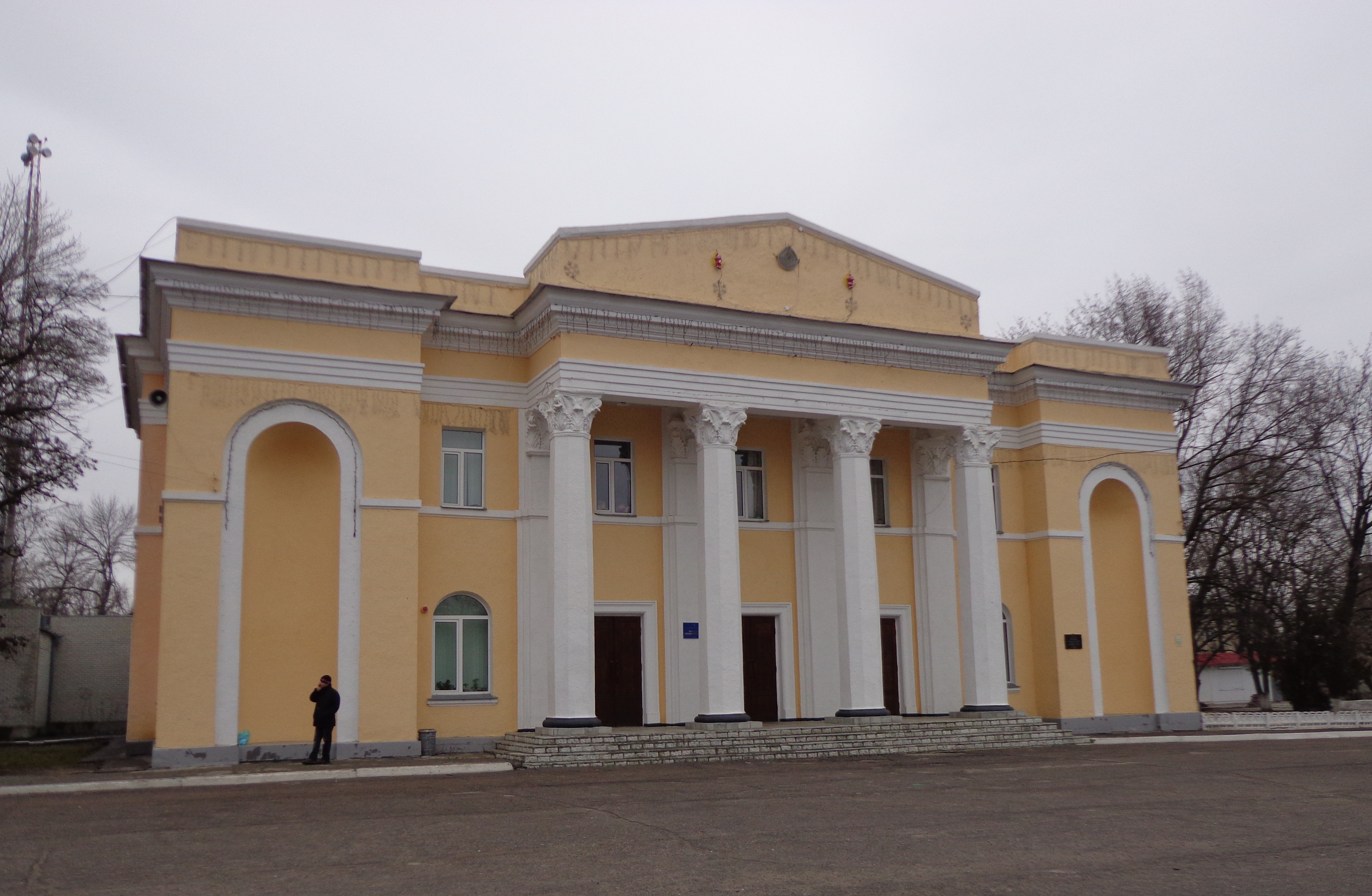
文化宮殿（英語版）
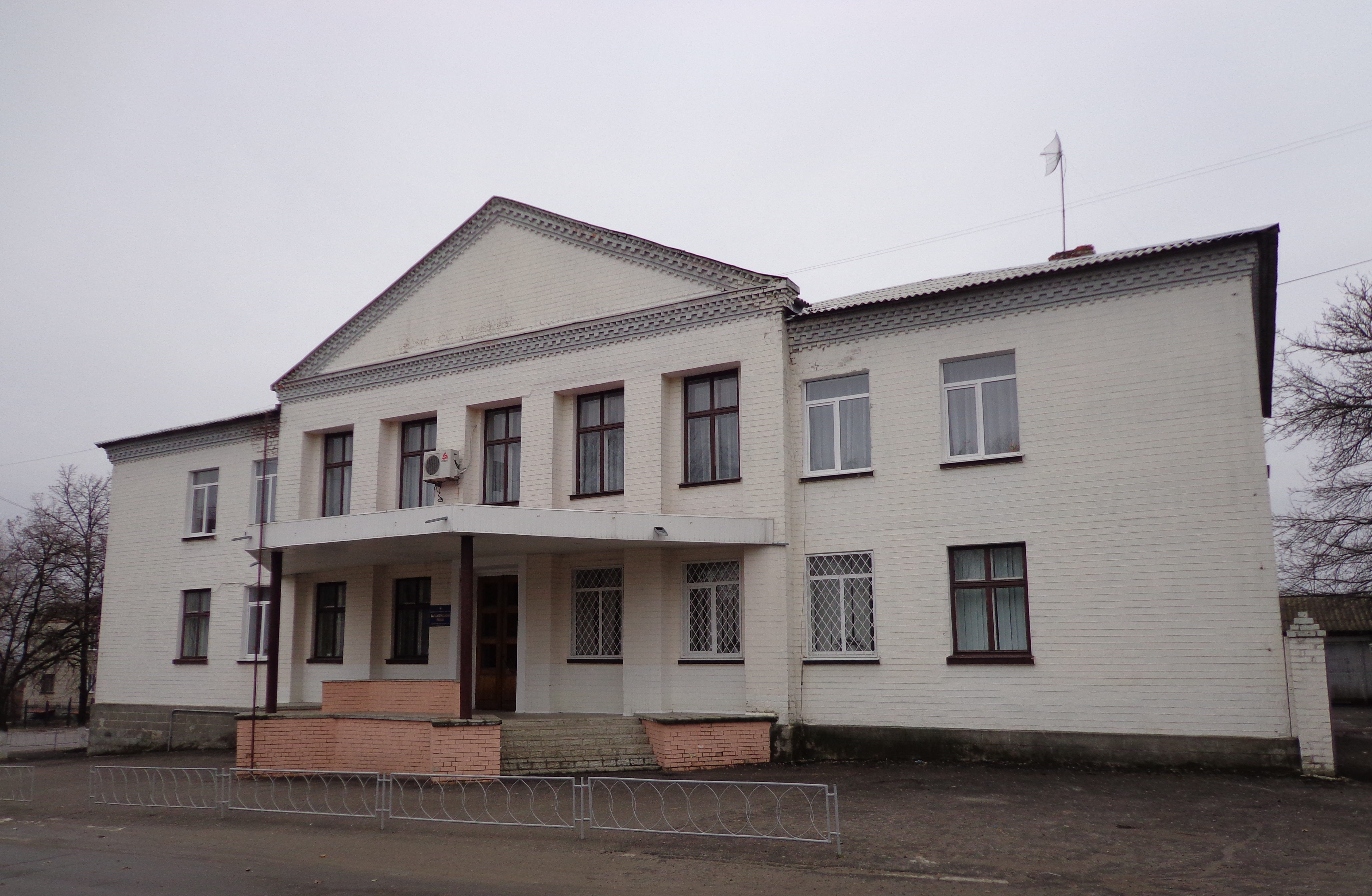
バラクリヤ文化会館
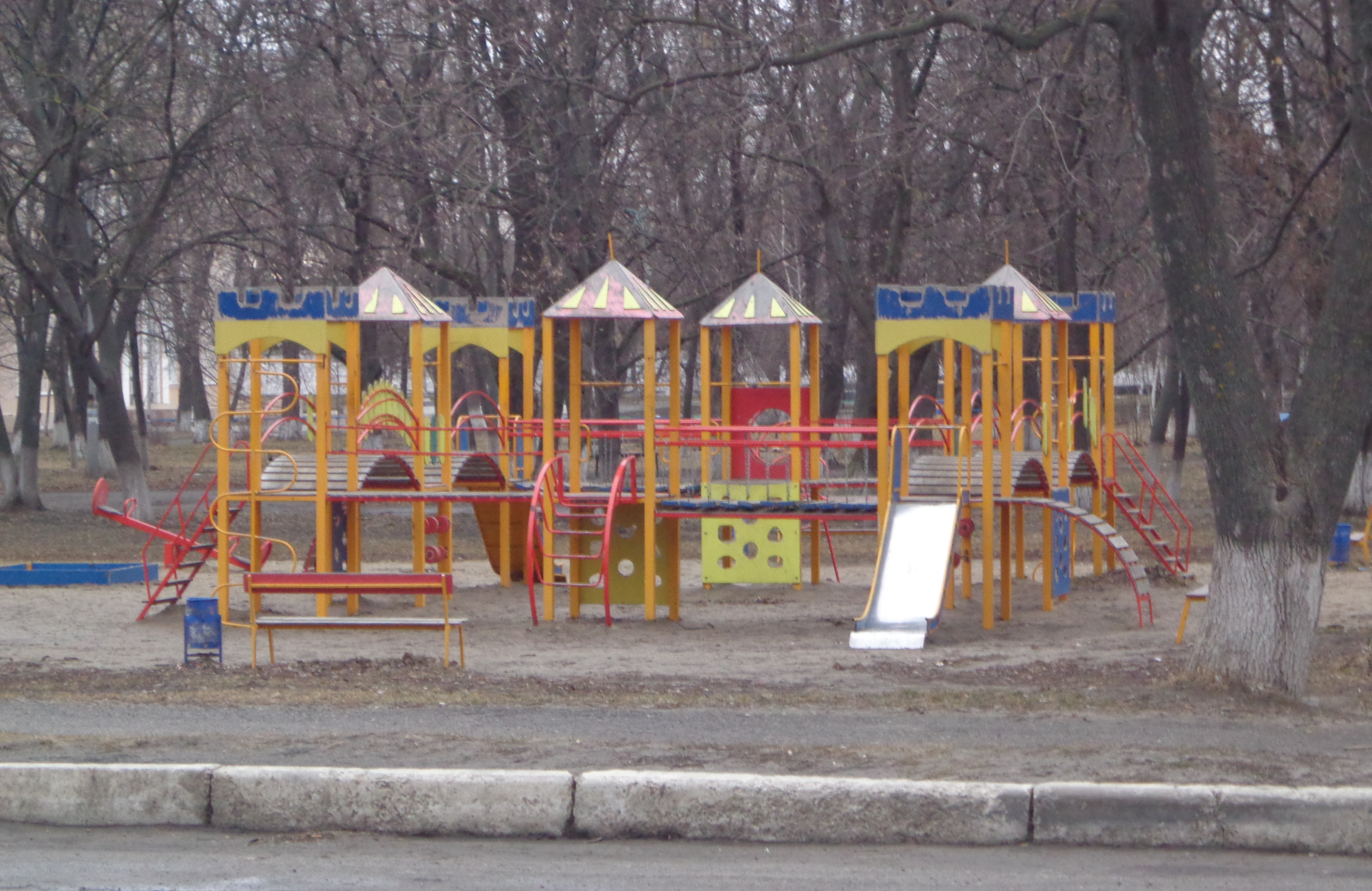
こどもの公演